# ТЕЦ ProNatura
ТЕЦ ProNatura — теплоелектроцентраль у центральній частині Польщі в місті Бидгощ. Перший сміттєспалювальний завод у країні.
У 2015-му в Бидгощі став до ладу сміттєспалювальний завод ZTPOK (Zakład Termicznego Przekształcania Odpadów Komunalnych), розрахований на переробку 180 тисяч тонн побутових відходів на рік.
Придатна до спалювання частина відходів спалюється у двох котлах, котрі живлять одну парову турбіну потужністю 13,8 МВт із проєктним річним виробітком 54 млн кВт·год.